# قلمرو سووا
قلمرو سووا (به ژاپنی: 諏訪藩, Suwa-han)، یک هان (ژاپن) در حکمرانی شوگون‌سالاری توکوگاوا در دوره ادو در ژاپن بود. این دامنه در قلعه تاکاشیما، واقع در جایی که اکنون بخشی از شهر سووا، ناگانو در استان ناگانو است، متمرکز بود.